# Emil Gersbach
Emil Gersbach (* 15. Oktober 1885 in Säckingen; † 24. Juni 1963 ebenda) war ein badischer Heimatforscher und Sammler.
Gersbach war ursprünglich Schriftsetzer beim Säckinger Tagblatt. Nahezu sein gesamtes Leben widmete er der Erforschung der Geschichte seiner Heimatregion. Er stand im Kontakt zu Forschern seiner Zeit, unter anderem besuchte er die Ausgrabungen am Kesslerloch. 1921 wurde er ehrenamtlicher Bezirkspfleger der vor- und frühgeschichtlichen Altertümer im Amtsbezirk Säckingen, sein Forschungsgebiet war insbesondere der Hotzenwald am Südabhang des Schwarzwaldes. Er trug eine umfangreiche frühgeschichtliche Sammlung zusammen, die zuerst im Gallusturm untergebracht war und heute im Hochrheinmuseum im Schloss Schönau in Bad Säckingen ausgestellt ist. Seit 1939 war er hauptamtlicher Konservator dieses Museums.
1952 erhielt er das Verdienstkreuz (Steckkreuz) der Bundesrepublik Deutschland. Sein Sohn ist der Prähistorische Archäologe Egon Gersbach.

## Veröffentlichungen
- Säckingen, Säckingen, Verlag d. Buchdr. u. Buchh. d. „Säckinger Tagblatt“ 1921
- Das Wirken unserer Glaubensboten im Lichte der Urgeschichte, in: Jahresberichte der Fricktalisch-Badischen Vereinigung für Heimatkunde Band 1, 1926, S. 17ff.
- Das römische Säckingen, in: Evangelischer Gemeindebote Säckingen Jg. 5, 1928, Nr. 7, S. 26–28
- Über vorgeschichtliche Spuren auf dem Sisslerfeld, in: Jahresberichte der Fricktalisch-Badischen Vereinigung für Heimatkunde Band 3, 1928, S. 31ff.
- Vorgeschichtliche Funde auf der Mumpfer Fluh, in: Jahresberichte der Fricktalisch-Badischen Vereinigung für Heimatkunde Band 3, 1928, S. 30ff.
- Steinzeitfunde vom Scheffelfelsen am Säckinger Bergsee, in: Jahresberichte der Fricktalisch-Badischen Vereinigung für Heimatkunde Band 3, 1928  S. 81ff.
- Der Mensch der älteren Steinzeit im Fricktal, in: Jahresberichte der Fricktalisch-Badischen Vereinigung für Heimatkunde Band 4, 1929, S. 26ff.
- Ein alter Blockwall auf der Böhle bei Säckingen, in: Jahresberichte der Fricktalisch-Badischen Vereinigung für Heimatkunde Band 4, 1929, S. 28ff.
- Römische Funde an der Schweizer Rheinhalde gegenüber Säckingen, in: Jahresberichte der Fricktalisch-Badischen Vereinigung für Heimatkunde Band 5, 1930, S. 123ff.
- Steinzeitfunde von der Schweizer Rheinhalde gegenüber Säckingen, in: Jahresberichte der Fricktalisch-Badischen Vereinigung für Heimatkunde Band 5, 1930, S. 124ff.
- Eiszeitliche Tierreste im Murger Löss, in: Jahresberichte der Fricktalisch-Badischen Vereinigung für Heimatkunde Band 9, 1934, S. 23ff.
- Hallstatt-Neufunde in Säckingen, in: Jahresberichte der Fricktalisch-Badischen Vereinigung für Heimatkunde Band 9, 1934, S. 21ff.
- Neue geologische Erkenntnisse aus dem Bezirk Säckingen, in: Jahresberichte der Fricktalisch-Badischen Vereinigung für Heimatkunde Band 12, 1937, S. 3ff.
- Aus dem Säckinger Heimatmuseum, in: Jahresberichte der Fricktalisch-Badischen Vereinigung für Heimatkunde Band 12, 1937, S. 19 ff.
- Eine neue römische Villa bei Murg, in: Jahresberichte der Fricktalisch-Badischen Vereinigung für Heimatkunde Band 12, 1937, S. 4ff.
- Alfred Joos zum Gedächtnis, in: Jahresberichte der Fricktalisch-Badischen Vereinigung für Heimatkunde Band 15, 1940, S. 29ff.
- Steinzeitliche Forschungen im Fricktal, in: Jahresberichte der Fricktalisch-Badischen Vereinigung für Heimatkunde Band 30, 1955, S. 49ff.